# André Martinet
André Martinet (Saint-Alban-des-Villards, 12 de abril de 1908 - Châtenay-Malabry, 16 de julio de 1999) fue un lingüista francés, representante de la corriente conocida como funcionalismo. En fonología, Martinet es tal vez el mejor y más fiel continuador de Trubetzkoy, a quien completa y corrige en diferentes puntos.
Fue, junto con Claude Lévi-Strauss, Roman Jakobson y Morris Swadesh, uno de los fundadores de la Asociación Internacional de Lingüística.

## Biografía
Profesor agregado de inglés, defendió en 1937 sus dos tesis doctorales: La geminación consonántica de origen expresivo en las lenguas germánicas y La fonología de la palabra en danés. Se inició en la lingüística con las obras de Otto Jespersen y el Círculo de Copenhague y en París fue alumno de Meillet. Entre 1932 y 1938 aprende la teoría fonológica del Círculo de Praga y mantiene correspondencia especialmente con Trubetzkoy; asimismo, asiste al nacimiento de la glosemática de su amigo Hjelmslev.
De 1938 a 1946 fue jefe de estudios en la Escuela Práctica de Altos Estudios. A continuación dirigió la Asociación de la Lengua Auxiliar Internacional en Nueva York (1946-1948), donde contribuyó a la elaboración de la interlingua. Enseñó en la universidad de Columbia, donde fue nombrado director del departamento de lingüística (1947-1955) y fue director de la revista Word. Allí asimiló la escuela conductista norteamericana de Leonard Bloomfield.
En 1955 volvió a su puesto en la Escuela Práctica de Altos Estudios y ocupó la cátedra de Lingüística General en la Sorbona; por entonces compuso su Economía de los cambios fonéticos, (Berna, 1955), primera y hasta el momento única gran obra de fonología diacrónica. Fue presidente de la Sociedad Europea de Lingüística (1966-1999) y fundó la Sociedad Internacional de Lingüística Funcional y la revista La Linguistique.
Influido por el Círculo de Praga, fundó la aproximación funcionalista a la sintaxis (Langue et Fonction, 1962), que le llevó a una violenta polémica con Noam Chomsky. Es autor de una veintena de obras importantes en lingüística diacrónica (la ya citada Économie des changements phonétiques, 1955) y en Lingüística general. Su obra más conocida, Éléments de linguistique générale (1960) ha sido traducida a 17 lenguas y ha influido a toda una generación de lingüistas franceses, y entre los españoles se puede citar a Vidal Lamíquiz como alumno suyo. Es, igualmente, autor de Syntaxe générale (1985) y Fonction et dynamique des langues (1989). Ha dejado una autobiografía intelectual: Mémoires d'un linguiste, vivre les langues (1993).